# 郷城県
郷城県（きょうじょう-けん、チャクテン、phyag phreng）は中国四川省カンゼ・チベット族自治州南部に位置する県。

## 歴史
チャクテンという地名はチベット語で数珠を意味する。碩曲河と定曲河の間にまたがる様が宝石を連ねた串にたとえられた。チャクテンでは土司を通じた間接支配が行われていたが、清末の光緒年間に定郷県が置かれ、1951年に郷城県となった。

## 健康・医療・衛生
| 区分 | 数 | 名称                               |
| ---- | -- | ---------------------------------- |
| 鎮   | 3  | シャンバラ（香巴拉） 青徳 熱打     |
| 郷   | 7  | 沙貢 水窪 然烏 洞松 定波 正斗 白依 |

- 郷城県人民医院